# Meteorología

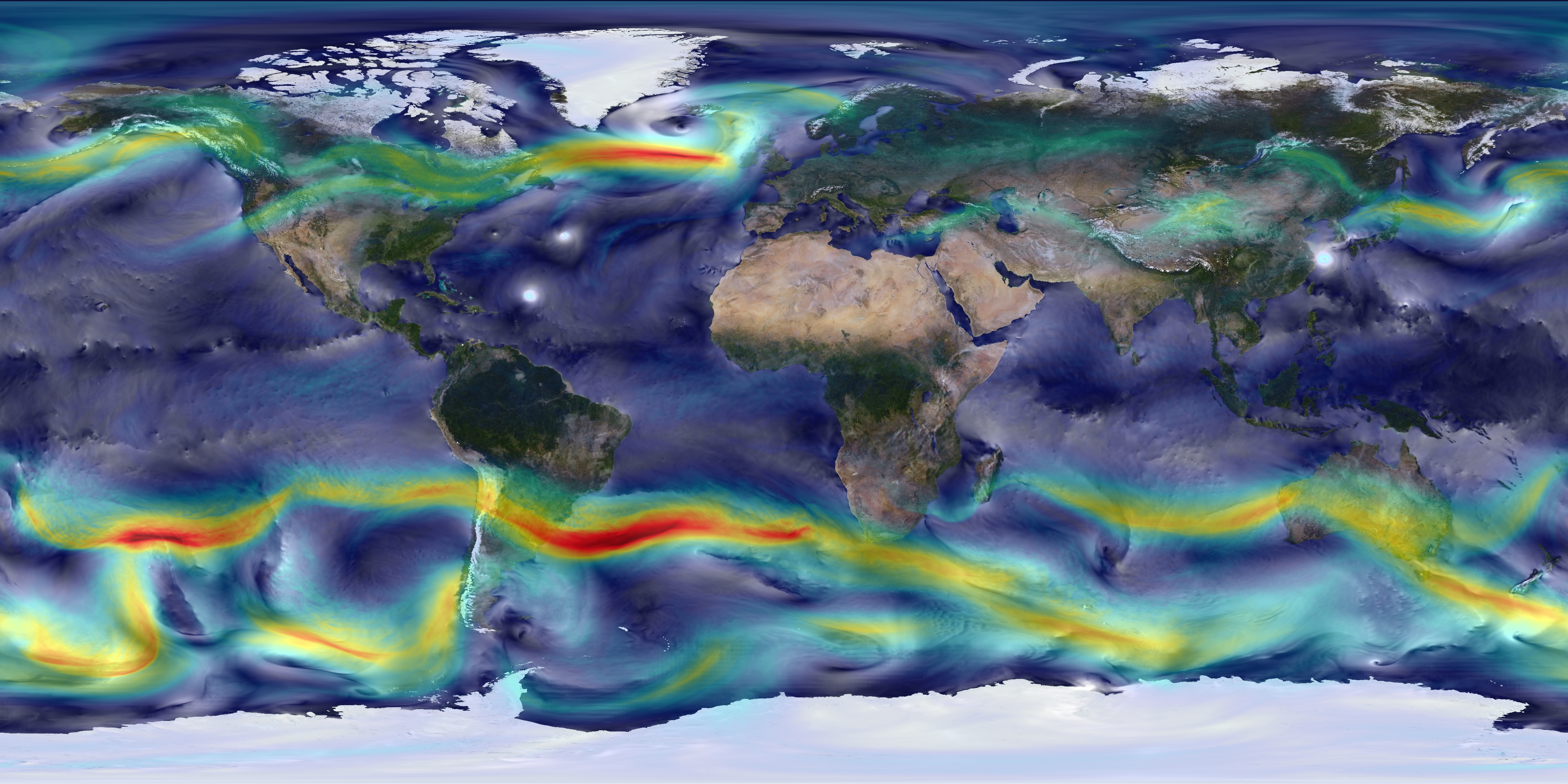
Simulación del viento a escala global. Las distintas tonalidades de grises representan diversas intensidades del viento en superficie, mientras que en colores amarillos/rojizos se representa el viento en niveles superiores de la atmósfera.

La meteorología (del griego μετέωρον metéōron ‘alto en el cielo’, ‘meteoro’; y λόγος lógos ‘conocimiento’, ‘tratado’) es la ciencia atmosférica que estudia el estado del tiempo, el medio atmosférico, los fenómenos meteorológicos y las leyes que los rigen con apoyo de disciplinas auxiliares como la física de la atmósfera y la química de la atmósfera.
La meteorología se enfoca en la previsión del tiempo con base en la recopilación de datos sobre variables como la temperatura, el viento, la humedad, la presión, la precipitación, entre otras, que son recolectados mediante tecnologías como los radares, satélites y estaciones meteorológicas. Estas variables le sirven a los meteorólogos para elaborar pronósticos que tienen aplicaciones importantes en la agricultura, la prevención de fenómenos naturales extremos, la protección civil y la seguridad del tráfico aéreo, marítimo y terrestre. 
A diferencia de la climatología que se enfoca en el estudio de patrones duraderos del clima y de sus variaciones a largo plazo, la meteorología estudia el estado tiempo. Esta última es conocida como una ciencia interdisciplinaria ya que se puede combinar con otras como la hidrología para dar lugar a la hidrometeorología que estudia procesos relacionados con el ciclo del agua, contribuyendo a la investigación sobre algunos fenómenos a gran escala como los desastres naturales y el cambio climático, ayudando a comprender sus causas y efectos.

## Meteorología y climatología
La Tierra está constituida por tres partes fundamentales: una parte sólida llamada litosfera, otra cubierta por agua llamada hidrosfera y una tercera, que envuelve a las dos anteriores, conformada por una capa gaseosa denominada atmósfera. Éstas se relacionan entre sí produciendo modificaciones profundas en sus características. La ciencia que estudia estas características, las propiedades y los movimientos de las tres capas fundamentales de la Tierra, es la geofísica. En ese sentido, la meteorología es una rama de la geofísica que tiene por objeto el estudio detallado de la envoltura gaseosa de la Tierra y los fenómenos que en ella ocurren.
Se debe distinguir entre las condiciones actuales y su evolución (lo cual constituye el tiempo atmosférico) y las condiciones medias durante un largo período (que se conoce como clima de un lugar o una región). En este sentido, la meteorología es una ciencia auxiliar de la climatología, ya que los datos atmosféricos obtenidos en múltiples estaciones meteorológicas durante largo tiempo se usan para definir el clima, predecir el tiempo, comprender la interacción de la atmósfera con otros subsistemas, etc. El conocimiento de las variaciones meteorológicas y el impacto de las mismas sobre el clima ha sido siempre de suma importancia para el desarrollo de la agricultura, la navegación, las operaciones militares y la vida en general.

## Historia de la meteorología

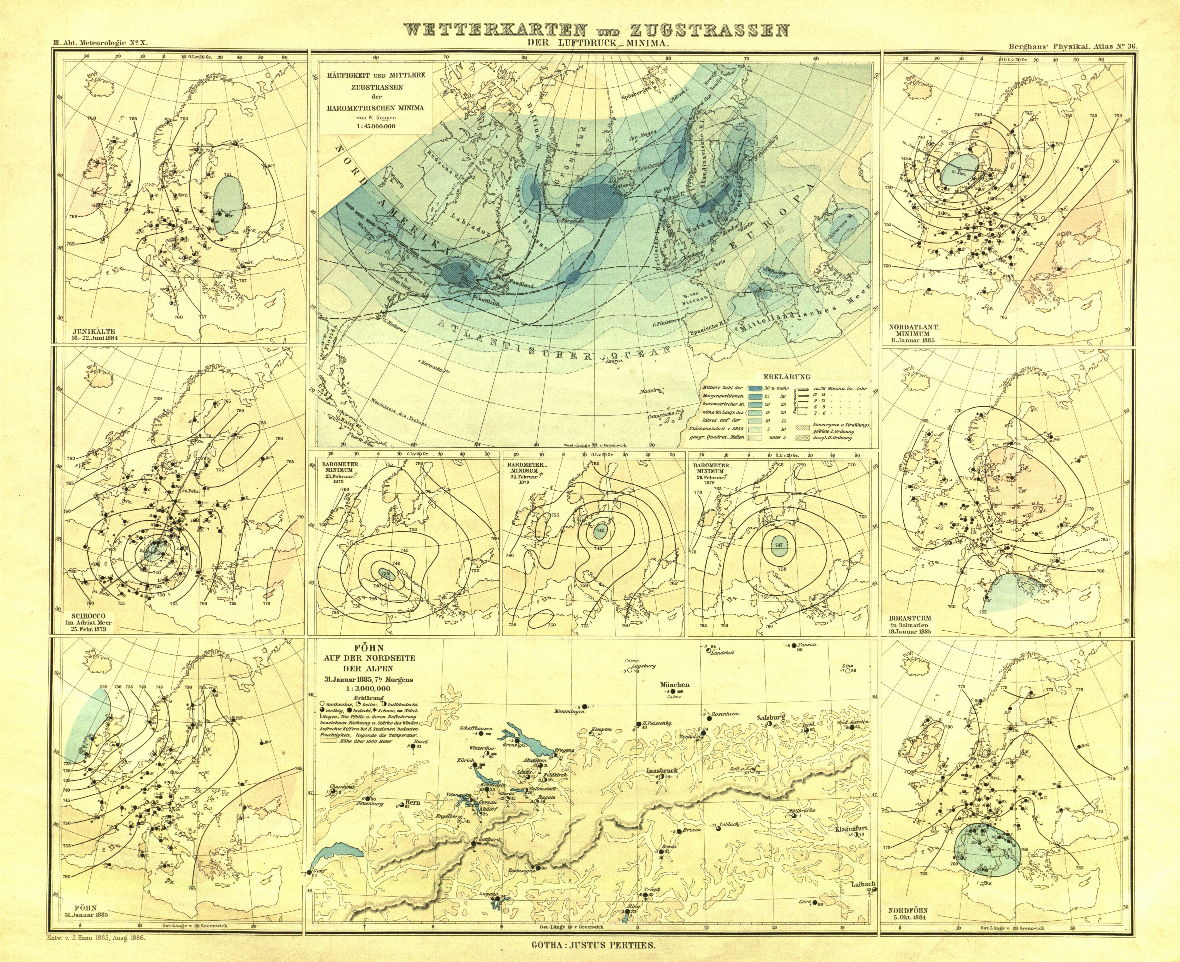
Atlas meteorológico de 1887.

Desde la más remota antigüedad se tiene constancia de la observación de los cambios en la atmósfera y de otros componentes asociados con el movimiento de los astros, con las estaciones del año y con fenómenos relacionados. Los antiguos egipcios asociaban los ciclos de crecida del Nilo con los movimientos de las estrellas explicados por los movimientos de los dioses, mientras que los babilonios predecían el tiempo guiándose por el aspecto del cielo. Sin embargo, el término «meteorología» proviene de Meteorologica, título del libro escrito alrededor del año 340 a. C. por Aristóteles, quien presenta observaciones mixtas y especulaciones sobre el origen de los fenómenos atmosféricos y celestes. Una obra similar, titulada Libro de las señas, fue publicada por Teofrasto, un alumno de Aristóteles; se centraba en la observación misma de los fenómenos más que en la previsión del tiempo.
Los progresos posteriores en el campo meteorológico se centraron en que nuevos instrumentos, más precisos, se desarrollaran y pusieran a disposición. Galileo construyó un termómetro en 1607, seguido de la invención del barómetro por parte de Evangelista Torricelli en 1643. El primer descubrimiento de la dependencia de la presión atmosférica con relación a la altitud fue realizado por Blaise Pascal y René Descartes; la idea fue profundizada luego por Edmund Halley. El anemómetro, que mide la velocidad del viento, fue construido en 1667 por Robert Hooke, mientras que Horace de Saussure completa el elenco del desarrollo de los más importantes instrumentos meteorológicos en 1780 con el higrómetro a cabello, que mide la humedad del aire. Otros progresos tecnológicos, que son conocidos principalmente como parte del progreso de la física, fueron la investigación de la dependencia del volumen del gas sobre la presión, que conduce a la termodinámica, y el experimento de Benjamin Franklin con la cometa y el rayo. Franklin fue asimismo el primero en registrar de modo preciso y detallado las condiciones del tiempo en base diaria, así como en efectuar previsiones del tiempo sobre esa base.

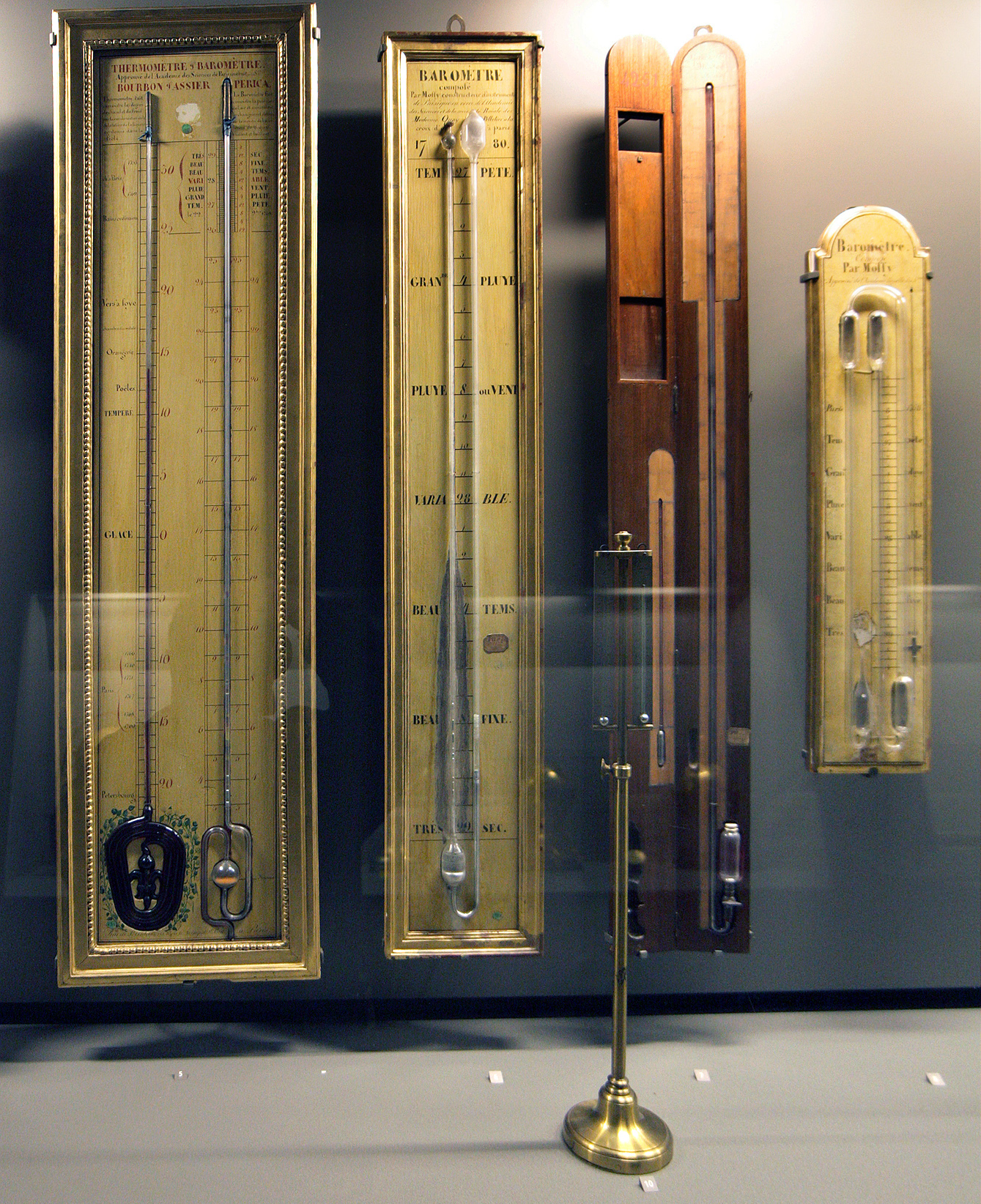
Antiguos barómetros.

El primero en definir de modo correcto la circulación atmosférica global fue George Hadley, con un estudio sobre los vientos alisios efectuado en 1735. En los inicios, ésta fue una comprensión parcial de cómo la rotación terrestre influye en la cinemática de los flujos de aire. Más tarde (en el siglo XIX), fue comprendida la plena extensión de la interacción a larga escala tras la fuerza del gradiente de presión y la deflexión causada por el efecto de Coriolis, que en forma conjunta dan origen al complejo movimiento tridimensional del viento. La fuerza de deflexión debe su nombre Gaspard-Gustave Coriolis, quien en una publicación de 1835 describió los resultados de un estudio sobre la energía producida por la máquina con partes en rotación, como la ruta del agua de los molinos. En 1856, William Ferrel hipotetizó la existencia de una «célula de circulación» en latitudes medias, en las cuales el aire se deflecta por la fuerza de Coriolis creando los principales vientos de los oestes. La observación sinóptica del tiempo atmosférico era aún compleja por la dificultad de clasificar ciertas características climáticas como las nubes y los vientos. Este problema fue resuelto cuando Luke Howard y Francis Beaufort introdujeron un sistema de clasificación de las nubes (1802) y de la fuerza del viento (1806), respectivamente. El verdadero punto de cambio fue la invención del telégrafo en 1843, lo cual permitió comenzar a intercambiar información sobre el tiempo meteorológico a velocidades inigualables.

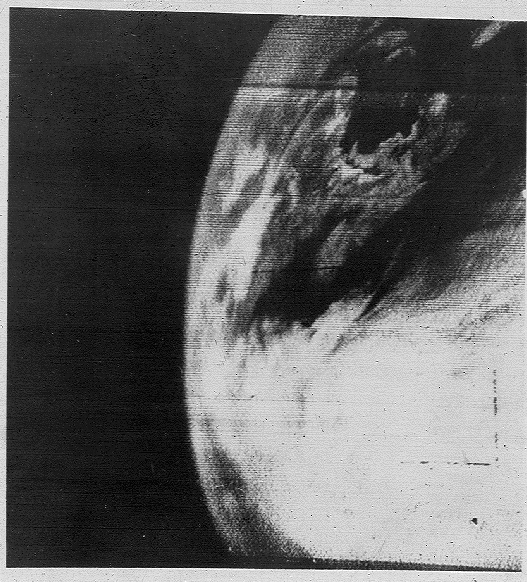
La primera imagen televisiva de la Tierra vista desde el espacio, tomada desde el satélite TIROS-1.

A inicios del siglo XX, los progresos en la comprensión de la dinámica atmosférica llevaron al nacimiento de la previsión del tiempo llevada a cabo a partir de cálculos matemáticos. En 1922, Lewis Fry Richardson publicó Weather prediction by numerical process, que describía cómo eliminar las variantes menos importantes de las ecuaciones de la dinámica de fluidos que regulaban los fluidos atmosféricos, permitía encontrar fácilmente soluciones numéricas, a pesar de que el número de los cálculos necesarios era muy grande. En el mismo periodo, un grupo de meteorólogos noruegos conducido por Vilhelm Bjerknes desarrolló un modelo para explicar la generación, la intensificación y la disolución de los ciclones en niveles medios de la atmósfera, introduciendo la idea del frente meteorológico y de las subdivisiones de las masas de aire. El grupo incluía a Carl-Gustaf Rossby (que fue el primero en explicar el flujo atmosférico a gran escala en términos de fluidodinámica), Tor Bergeron (el primero en comprender el mecanismo de formación de la lluvia) y Jacob Bjerknes.
En los años 1950, los experimentos de cálculo numérico con computador mostraron ser factibles. La primera previsión del tiempo realizada con este método usaba modelos barotrópicos (es decir, representaban a la atmósfera como una única capa) y podía prever con éxito los movimientos a gran escala de las ondas de Rossby. En los años 1960, la naturaleza caótica de la atmósfera fue comprendida por Edward Lorenz, fundador del campo de la teoría del caos. Los avances matemáticos obtenidos en este campo fueron retomados por la meteorología y contribuyeron a estabilizar el límite de predictibilidad del modelo atmosférico.

### Modelos climáticos

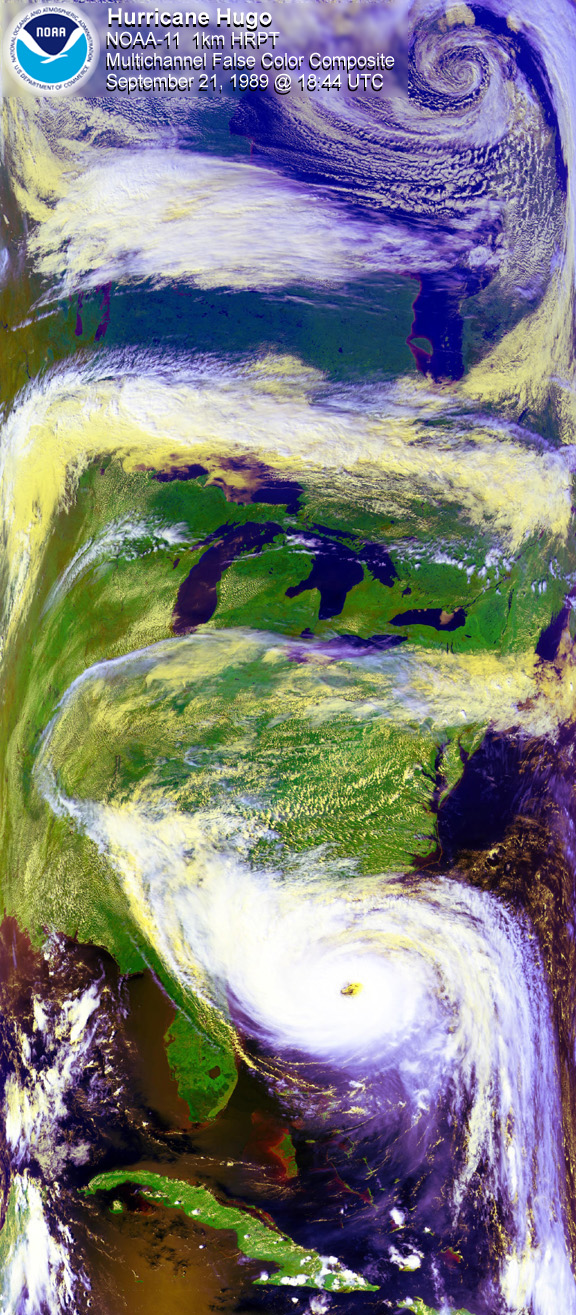
Imagen satelital del Huracán Hugo.

En los años recientes, se han estado desarrollando modelos climáticos a alta resolución, usados para estudiar los cambios a largo plazo, sobre todo el actual cambio climático. Sin embargo, hay que ser cuidadosos en este sentido: el clima es el promedio estadístico a largo plazo de los datos meteorológicos obtenidos en estaciones meteorológicas ubicadas en una zona determinada que presentan características similares y que definen un clima determinado. Esto se hace en todos los tipos climáticos de todo el mundo. Pero estos tipos climáticos no pueden condensarse en determinados modelos porque las variaciones a largo plazo de los mismos deben ser obtenidas a posteriori de dichas variaciones producidas a largo plazo. Dicho en otros términos: la información meteorológica obtenida en multitud de estaciones meteorológicas de todo el mundo sirve, de manera inductiva, para establecer las características climáticas con sus variantes en toda la superficie terrestre y una vez que las obtenemos podemos estudiar los cambios climáticos ocurridos en el pasado hasta el momento en el que se analizan, pero no podríamos usar esta información hacia el futuro porque la meteorología y la climatología trabajan a escalas distintas, como señala una institución científica tan cuidadosa en sus análisis como es la NASA al señalar la posible relación existente entre la cruda ola de frío en Europa y América del Norte en los primeros tres meses de 2014 (con extremos de temperaturas tan bajas que nunca se habían registrado en muchos lugares) y los modelos climáticos que nos hablan de un calentamiento global en el seno de la atmósfera.
Así, en el análisis hecho por la NASA de la ola de frío tan intensa que ha vivido el hemisferio norte (Europa y América del Norte) se señala que debemos ser muy cautos a la hora de especular la relación entre meteorología y climatología ya que las dos ciencias operan en escalas de tiempo distintas. En este análisis se señala que:

In the United States, the cold spell generated public debate about whether such events disprove global warming or if, in fact, they are exacerbated or caused by it. However, most climate scientists and meteorologists are wary of drawing such connections between climate and weather, which operate on different time scale.
En los Estados Unidos, la ola de frío (se refiere a la de comienzos del año 2014) ha generado un debate público sobre el tiempo meteorológico y sobre si esos eventos meteorológicos de intenso frío echan por tierra la idea del calentamiento global o si, en efecto, la han exacerbado o incluso causado por dicha idea. Sin embargo, la mayoría de científicos del clima y meteorólogos son muy cuidadosos al inferir esas conexiones entre tiempo y clima, las cuales operan en distintas escalas temporales. (del comentario a los mapas elaborados por la NASA en el artículo What Goes Around Comes Around, del 10 de enero de 2014).

### El progreso de la meteorología en los últimos tiempos (sigloXXI)
El desarrollo tecnológico obtenido en el perfeccionamiento de instrumentos y aparatos de detección y procesamiento de datos ha revolucionado la ciencia de la meteorología, especialmente en lo que respecta al empleo de los satélites meteorológicos, aviones de los denominados cazahuracanes, drones con fines también meteorológicos, satélites que recogen información sobre las corrientes marinas, temperatura superficial de mares y océanos y, sobre todo la recopilación, procesamiento de datos y proyección y pronósticos meteorológicos. Desde luego, todos estos avances se iniciaron en las últimas décadas del siglo XX (recordemos lo que significó el lanzamiento del satélite artificial TIROS I (Television Infra-Red Observation Satellite) en 1960 pero ello no fue sino el punto de partida de una nueva era, que ha dejado muy atrás el estado de la ciencia (en este caso de la meteorología) que sigue difundiéndose en las escuelas y en la bibliografía especializada. No solo nos vamos quedando atrás en el campo de la formación científica y técnica, sino también en los programas de investigación y desarrollo, aunque en esto último exista una gran diversidad de situaciones a escala mundial. []

## Ramas de la meteorología

Anemómetro.

La meteorología incluye el estudio (descripción, análisis y predicción) de las variaciones diarias de las condiciones atmosféricas a gran escala o Meteorología sinóptica, el estudio de los movimientos en la atmósfera involucrados en la dinámica atmosférica y su evolución temporal basada en los principios de la mecánica de fluidos (Meteorología dinámica, muy relacionada actualmente con la meteorología sinóptica), del estudio de la estructura y composición de la atmósfera, así como las propiedades eléctricas, ópticas, termodinámicas, radiactivas y otras (Meteorología física), la variación de los elementos meteorológicos cerca de la Tierra en un área pequeña (Micrometeorología), el estudio específico de los fenómenos meteorológicos de la zona intertropical (Meteorología tropical) y otros muchos fenómenos. El estudio de las capas más altas de la atmósfera (superiores a los 20 o 25 km) acostumbra a implicar el uso de técnicas y disciplinas especiales, y recibe el nombre de aeronomía. El término aerología se aplica al estudio de las condiciones atmosféricas a cualquier altura.

### Meteorología aplicada
La meteorología aplicada tiene por objeto acopiar constantemente un máximo de datos sobre el estado de la atmósfera y, a la luz de los conocimientos y leyes de la meteorología teórica, analizarlos, interpretarlos y obtener deducciones prácticas, especialmente para prever el tiempo con la máxima antelación. Como la atmósfera es una inmensa masa gaseosa sujeta a variaciones constantes, que la mayoría de las veces se producen en el ámbito regional, su estado en un momento dado solo puede ser conocido si se dispone de una red suficientemente densa de puestos de observación o estaciones meteorológicas, distribuidas por todas las regiones del globo, que a horas fijas efectúan las mismas mediciones (temperatura, presión, humedad, viento, precipitaciones, radiación solar, nubosidad, etc.) y transmiten los resultados a los centros encargados de utilizarlos.

## Objetos de estudio

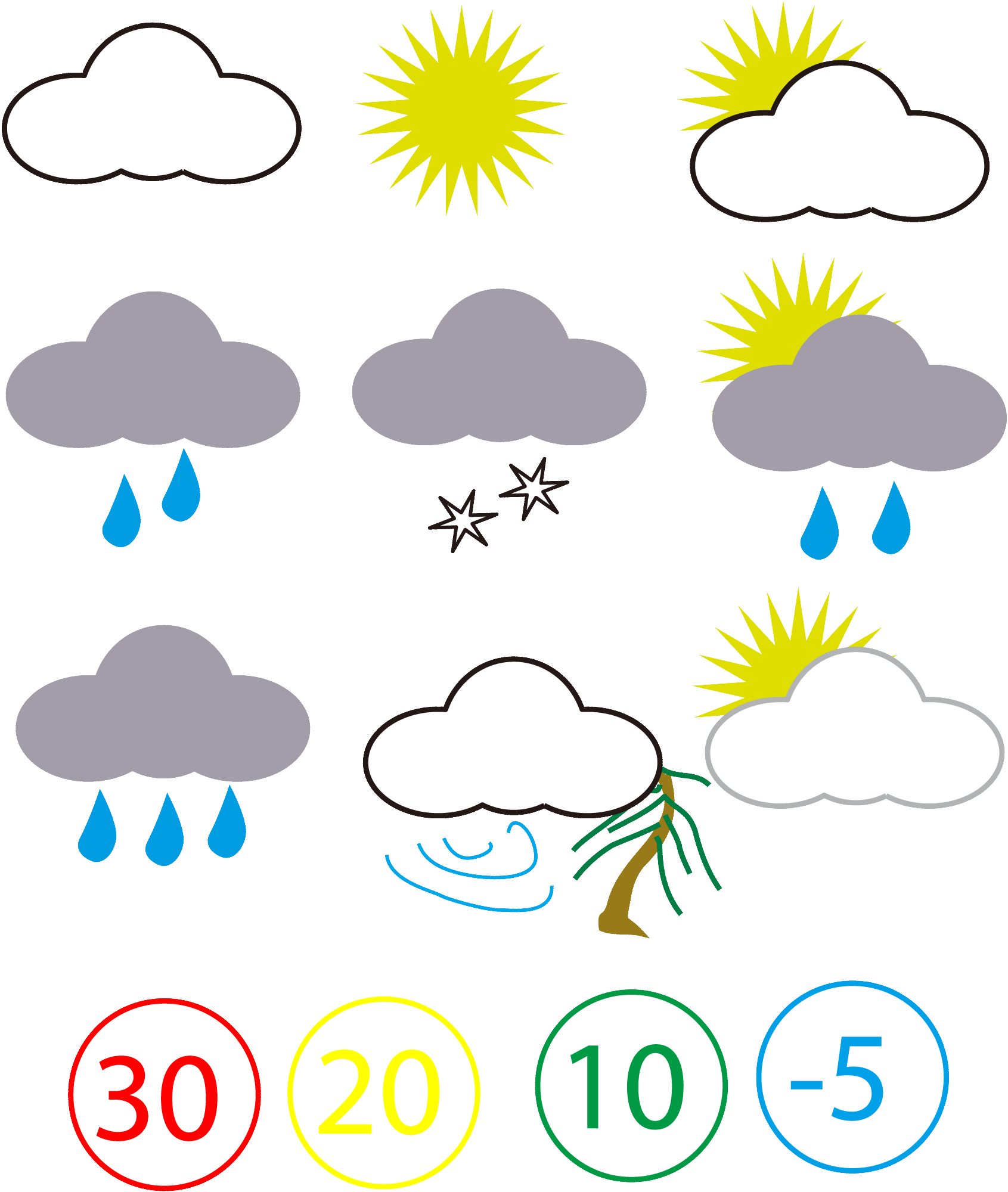
Algunos símbolos utilizados en meteorología.

Los concernientes a la climatología y la previsión del tiempo. Su campo de estudios abarca, por ejemplo, las repercusiones en la Tierra de los rayos solares, la radiación de energía calorífica por el suelo terrestre, los fenómenos eléctricos que se producen en la ionosfera, los de índole física, química y termodinámica que afectan a la atmósfera, los efectos del tiempo sobre el organismo humano, etc.
Los temas de la meteorología teórica se fundan, en primer lugar, sobre un conocimiento preciso de las distintas capas de la atmósfera y de los efectos que producen en ella los rayos solares. En particular, los meteorólogos establecen el balance energético que compara la energía solar absorbida por la Tierra con la energía irradiada por ésta y disipada en el espacio interestelar. Todo estudio ulterior implica, por lo demás, un conocimiento de las repercusiones que tienen los movimientos de la Tierra sobre el tiempo, los climas, la sucesión de las estaciones. También dan lugar a profundos estudios teóricos los dos parámetros principales relativos al aire atmosférico: la presión y la temperatura, cuyos gradientes y variaciones han de ser conocidos con la mayor precisión.
En lo concerniente a la evolución del tiempo, tiene especial importancia el estudio del agua atmosférica en sus tres formas: gaseosa, líquida y sólida, así como las condiciones y circunstancias que rigen sus cambios de estado (calor latente de evaporación, de fusión, etc.), de la estabilidad e inestabilidad del aire húmedo, de las nubes y las precipitaciones.
Otra rama fundamental se esfuerza en determinar las leyes que rigen la circulación general de la atmósfera, la formación y los movimientos de las masas de aire, el viento y las corrientes en general, la turbulencia del aire, las condiciones en que se forman y mueven los frentes, anticiclones, ciclones y otras perturbaciones, así como los procesos que dan lugar a los meteoros.

## Equipos e instrumentos meteorológicos
En general, cada ciencia tiene su propio equipamiento e instrumental de laboratorio; sin embargo, la meteorología es una disciplina corta en equipos de laboratorio y amplia en los equipos de observación en campo. En algunos aspectos esto puede parecer bueno, pero en realidad puede hacer que simples observaciones se desvíen hacia una afirmación errónea.
En la atmósfera, hay muchos objetos o cualidades que pueden ser medidos. La lluvia, por ejemplo, ha sido observada en cualquier lugar y desde siempre, siendo uno de los primeros fenómenos en ser medidos históricamente.

### Estaciones meteorológicas
Artículo principal: Estación meteorológica
Una estación meteorológica es una instalación destinada a medir y registrar regularmente diversas variables meteorológicas. Estos datos se utilizan tanto para la elaboración de predicciones meteorológicas a partir de modelos numéricos como para estudios climáticos. Está equipada con los principales instrumentos de medición, entre los que se encuentran los siguientes:
- Anemómetro (mide la velocidad del viento)
- Veleta (señala la dirección del viento)
- Barómetro (mide la presión atmosférica)
- Heliógrafo (mide la insolación recibida en la superficie terrestre)
- Higrómetro (mide la humedad)
- Piranómetro (mide la radiación solar).
- Pluviómetro (mide el agua caída)
- Termómetro ambiental (mide la temperatura en determinadas horas del día)
- Termómetro de subsuelo (mide la temperatura desde 5 a 100 cm de profundidad)
- Visiblimetro (mide la visibilidad)

Estos instrumentos se encuentran protegidos en una casilla ventilada, denominada abrigo meteorológico o pantalla de Stevenson, la cual mantiene la luz solar directa lejos del termómetro y al viento lejos del higrómetro, de modo que no se alteren las mediciones de estos.
Cuanto más numerosas sean las estaciones meteorológicas, más detallada y exactamente se conoce la situación. Hoy en día, gran cantidad de ellas cuentan con personal especializado, aunque también hay un número de estaciones automáticas ubicadas en lugares inaccesibles o remotos, como regiones polares, islotes deshabitados o cordilleras. Además existen fragatas meteorológicas, barcos que contienen a bordo una estación meteorológica muy completa y a los cuales se asigna una posición determinada en pleno océano. Sin embargo, es necesario recalcar que, con el gran crecimiento de la población urbana desde fines del siglo XIX, la mayor parte de las estaciones meteorológicas están actualmente situadas en zonas urbanas, bien porque se ubican en ciudades nuevas o bien porque se encuentran en poblaciones rurales absorbidas por los grandes núcleos urbanos en su proceso de expansión, con lo que existe un sesgo introducido por los microclimas urbanos que dan pie para corroborar, de manera errónea, el aumento de las temperaturas a escala mundial (lo que sería una prueba del calentamiento global).

### Satélites meteorológicos
Artículo principal: Satélite meteorológico
Los satélites meteorológicos son un tipo de satélite artificial utilizados para supervisar el tiempo atmosférico y el clima de la Tierra, aunque también son capaces de ver las luces de la ciudad, incendios forestales, contaminación, auroras, tormentas de arena y polvo, corrientes del océano, etc. Otros satélites pueden detectar cambios en la vegetación de la Tierra, el estado del mar, el color del océano y las zonas nevadas.
El fenómeno de El Niño y sus efectos son registrados diariamente en imágenes satelitales. El agujero de ozono de la Antártida es dibujado a partir de los datos obtenidos por los satélites meteorológicos. De forma agrupada, los satélites meteorológicos de China, Estados Unidos, Canadá, India, Japón y el continente europeo (sobre todo en Rusia) proporcionan una observación casi continua del estado global de la atmósfera, aunque a una escala muy detallada en la que pueden identificarse los patrones nubosos y la circulación de los vientos, así como los flujos de energía que generan los fenómenos meteorológicos.

## La previsión del tiempo

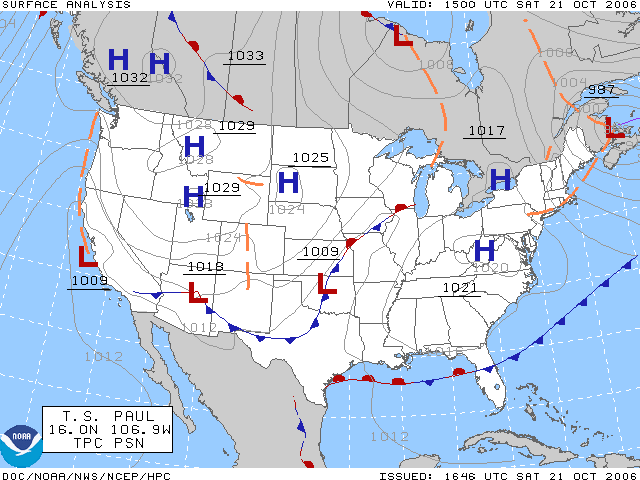
Mapa sinóptico de Estados Unidos para el 21 de octubre de 2006.

Varias veces por día, a horas fijas, los datos procedentes de cada estación meteorológica, de los barcos y de los satélites llegan a los servicios regionales encargados de centralizarlos, analizarlos y explotarlos, tanto para hacer progresar a la meteorología como para establecer previsiones sobre el tiempo clave que hará en los días venideros. Como las observaciones se repiten cada 3 horas (según el horario sinóptico mundial), la sucesión de los mapas y diagramas permite apreciar la evolución sinóptica: se ve cómo las perturbaciones se forman o se resuelven, si están subiendo o bajando la presión y la temperatura, si aumenta o disminuye la fuerza del viento o si cambia éste de dirección, si las masas de aire que se dirigen hacia tal región son húmedas o secas, frías o cálidas, etc. Parece así bastante fácil prever la trayectoria que seguirán las perturbaciones y saber el tiempo que hará en determinado lugar al cabo de uno o varios días. En realidad, la atmósfera es una gigantesca masa gaseosa tridimensional, turbulenta y en cuya evolución influyen tantos factores que uno de estos puede ejercer de modo imprevisible una acción preponderante que trastorne la evolución prevista en toda una región. Así, la previsión del tiempo es tanto menos insegura cuanto menor es la anticipación y más reducido el espacio a que se refiere; por ello, la previsión es calificada de micrometeorológica, mesometeorológica o macrometeorológica, según se trate, respectivamente, de un espacio de 15 km, 15 – 200 km o más de 200 km. Las previsiones son formuladas en forma de boletines, algunos de los cuales se destinan a la ciudadanía en general y otros a determinados ramos de la actividad humana y navegación aérea y marítima, agricultura, construcción, turismo, deportes, regulación de los cursos de agua, ciertas industrias, prevención de desastres naturales, etc.